# طلقة فضية

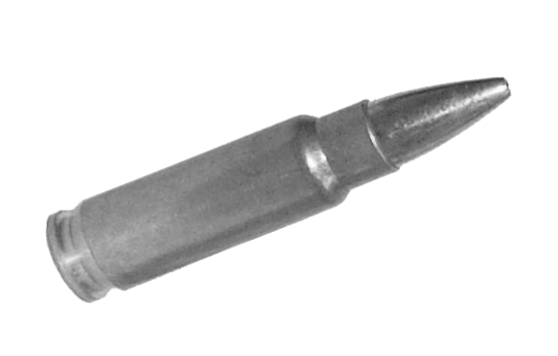
طلقة فضية، ويعتقد بحسب الأساطير أنها الكفيلة بالقضاء على المستئذبين

الطلقة الفضية هي طلقة مكونة فقط من الفضة وبحسب بعض المعتقدات الشعبية الفلكلورية لدى بعض الدول، غالبا ما تكون هذه الطاقة بمثابة السلاح الوحيد الفعال للقضاء بشكل نهائي على المستذئبين أو السحرة أو غيرهم من الوحوش. يمكن أن يشير مصطلح ”الطّلقة الفضّية“ أيضًا إلى حل مباشر وَبسيط لمشاكلَ وَقضايا صعبة وَمُعقّدة.
```
أحد الأمثلة على ذلك هو 
البنسلين
، الذي تم تطويره حوالي عام 
1930
 وَكان بمثابة المعجزة ”الطّلقة الفضّية“ التي ساعدت الأطباء على علاج مجموعة متنوعة من 
الأمراض البكتيرية
 بنَجاح.
[
2
]
```

## الأصل
اعتبرت الفضة لفترة طويلة معدن ذو خصائص روحانية، نظرا لندرته في الحالة الطبيعية. حتى أنه كان مرتبط بالقمر. (أسطوريا) كان مستخدم في الثقافات المختلفة في العصور القديمة كما في اليونانية، والرومانية، والسومرية، والبابلية، والمصرية.

## المعتقدات الشعبية
تعود فكرة حساسية وضعف المستذئب تجاه الفضة لأسطورة وحش جيفودان، والتي تحكى عن ذئب عملاق يتم قتله من قبل صياد يدعى «أرجنت» والتي تعنى «فضى» باللاتينية، ويقوم الصياد بقتل الوحش بواسطة بندقية محملة بطلقات فضية.
- في رواية «الأخوان جريم» الخيالية، تكون هناك ساحرة مضادة للطلقات والتي يتم قتلها بطلقات فضية، أطلقت من بندقية.
- في بعض الاغانى الشعبية الملحمية عن الزعيم البلغارى المتمرد (دليو)، يصف نفسه بأنه لا يتأثر يالأسلحة العادية، مما يجعل أعدائه يصنعون طلقات فضية من أجل التخلص منه.

## الثقافة الشعبية
الطلقات الفضية كانت أيضا بمثابة بطاقة الدعوة للحارس الوحيد في مغامراته. الرجل المقنّع قرر أن يستخدم رصاصات مصنوعة من معدن ثمين كرمز للعدالة، والقانون والنظام، ويذكّر نفسه والآخرين أن الحياة، مثل الفضة، ذات قيمة ولا يمكن تضييعها، في الحلقة الثالثة، صديقه الذي سيقوم بصنع الطلقات من أجله، يذكر قتل الأشرار بتلك الطلقات ولكن الحارس الوحيد يقول بأنه يطلق النار بقصد القتل ولكن سيدع القانون يطبق العدالة. الطلقات الفضية ستبقى رمزاً للعدالة. بينما استخدامه فعلاً لرصاصات فضية في بندقيته يختلف من رواية لأخرى. في المسلسل الإذاعي، الحارس الوحيد لم يستخدم سوى الطلقات المصنوعة من الرصاص كسلاح، بينما استخدمت رصاصات الفضة رمزياً. وفي الفيلم السينمائي عام (1981)، الحارس الوحيد استخدم الطلقات الفضية في بندقيته عندما قيل له أنها أشد بكثير من الطلقات المصنوعة من الرصاص وتعطى رميات أكثر استقامة ودقة. في حلقة من مسلسل «الدجاجة الآلية» تتم السخرية من استخدام الحارس الوحيد لرصاص مصنوع من معدن ثمين مثل الفضة، حيث يقوم الحارس بإطلاق العديد من الطلقات بدقة على صفيحة في الهواء، يقول صاحب الحارس ساخراً ان كمية الرصاص الفضية المهدورة في الهواء كانت كفيلة لإطعام قرية تونتو بأكملها لمدة عام.
كتبَ غاردنر فوكس مسلسلاً مبكراً لباتمان لم يذكر اسمه لمجلة ديتكتيف كومكس سنة 1939. يقول فيه باتمان أن ”الطّلقة الفضيّة فقط هي التي قد تقتل مصاص دماء“، وَسرعان ما صاغ واحدة لمحاربة جماعة مصاصي الدماء الذين اختطفوا خطيبة بروس واين.
في مانغا المحقق كونان استُعملَ مصطلح الطّلقة الفضّية (بالإنجليزية: Silver bullet‎؛ باليابانية: シルバーブレット shirubā buretto) مرارًا لاسيما عندما أطلقت فيرموث المصطلح على شويتشي أكاي وَكونان، كما أطلقا أتسوشي ميانو وَإيلينا ميانو المصطلح على عقار سابق أنتجاه للمنظمة السوداء له علاقة بعقار أبوتوكسين، بالإضافة إلى مشروب بالحلقة 345 من أنمي المحقق كونان.

## الفعالية الباليستية
الطلقات الفضية تختلف عن الطلقات المصنوعة من الرصاص في العديد من النواحي. الرصاص لديه كثافة أعلى 10٪ من الفضة لذا الطلقة الفضية سيكون لها كتلة أقل قليلا عن تلك المصنوعة من الرصاص والتي لها نفس الأبعاد. الفضة النقية أقل ليونة من الرصاص وتقع بين الرصاص والنحاس من حيث الصلابة (2.5 موس) ومعامل القص (30 جيجا باسكال). ونتيجة لذلك، فإن الطلقة الفضية ليس لديها صعوبة في قبول ارتداد ماسورة البندقية لأن الرصاص والنحاس كلاهما مواد مشتركة لصناعة الرصاص.
التأثير النهائي متضارب إلى حد ما وسيعتمد على مجموعة متنوعة من العوامل بما في ذلك حجم الطلقة والشكل، مسافة التي تقطعها، والمادة المستهدفة. وعلى المدى القصير، فإن الطلقة الفضية على الأرجح سوف تعطي اختراق أفضل بسبب ارتفاع معامل القص لها، ولن تشوه بقدر الطلقة المصنوعة من الرصاص. أظهرت حلقة 2007 من برنامج «مدمروا الخرافات»  عمق تغلغل أكبر للطلقات المصنوعة من الرصاص مقابل الطلقات الفضية. لا يمكن اعتبار النتائج قاطعة، كما استهلك العرض سبيكة تحتوى 250 من حبيبات الرصاص في مسدس طويل المدى عيار.45 مقابل سبيكة (190 حبة) من الفضة أطلقت على مدى أقرب. في وقت لاحق في حلقة 2012، فإنه يظهر أن الطلقات الفضية أقل دقة من تلك المصنوعة من الرصاص عندما اطلقت من بندقية إم 1 . كما قام مايكل بريجز بإجراء بعض التجارب على طلقات فضية مقارنة بتلك المصنوعة من الرصاص. بعد صنع قالب مخصص للتأكد من أن أحجام الطلقة الفضية كانت مماثلة لتلك المصنوعة من الرصاص، وأطلق النار عليهم. وجد أن الطلقة الفضية كانت أبطأ قليلا من الأخرى المصنوعة من الرصاص وأقل دقة.